# Granges-d'Ans
Granges-d'Ans è un comune francese di 167 abitanti situato nel dipartimento della Dordogna nella regione della Nuova Aquitania.

## Società

### Evoluzione demografica
Abitanti censiti